# Ливингстон (округ, Мичиган)
Ли́вингстон (англ. Livingston County) — округ в штате Мичиган, США. Создан в 1833, но официально образован в 1836 году. По состоянию на 2010 год, численность населения составляла 180 967 человека.

## География
По данным Бюро переписи США, общая площадь округа равняется 1 516,265 км2, из которых 1 472,157 км2 суша и 17,030 км2 или 2,910 % это водоёмы.

## Население
По данным переписи населения 2010 года в округе проживает 180 967 жителей в составе 55 384 домашних хозяйств и 43 531 семей. Плотность населения составляет 107,00 человек на км2. На территории округа насчитывается 58 919 жилых строений, при плотности застройки около 40,00-ти строений на км2. Расовый состав населения: белые — 96,70 %, афроамериканцы — 0,40 %, коренные американцы (индейцы) — 0,40 %, азиаты — 0,80 %, гавайцы — 0,00 %, представители других рас — 0,40 %, представители двух или более рас — 1,30 %. Испаноязычные составляли 1,90 % населения независимо от расы.
В составе 39,80 % из общего числа домашних хозяйств проживают дети в возрасте до 18 лет, 68,50 % домашних хозяйств представляют собой супружеские пары, проживающие вместе, 6,80 % домашних хозяйств представляют собой одиноких женщин без супруга, 21,40 % домашних хозяйств не имеют отношения к семьям, 17,10 % домашних хозяйств состоят из одного человека, 5,40 % домашних хозяйств состоят из престарелых (65 лет и старше), проживающих в одиночестве. Средний размер домашнего хозяйства составляет 2,80 человека, и средний размер семьи — 3,18 человека.
Возрастной состав округа: 28,80 % моложе 18 лет, 6,60 % от 18 до 24, 31,70 % от 25 до 44, 24,60 % от 45 до 64 и 24,60 % от 65 и старше. Средний возраст жителя округа 36 лет. На каждые 100 женщин приходится 102,10 мужчин. На каждые 100 женщин старше 18 лет приходится 99,70 мужчин.
Средний доход на домохозяйство в округе составлял 67 400 USD, на семью — 75 284 USD. Среднестатистический заработок мужчины был 54 358 USD против 32 073 USD для женщины. Доход на душу населения составлял 28 069 USD. Около 2,40 % семей и 3,40 % общего населения находились ниже черты бедности, в том числе — 3,60 % молодежи (тех, кому ещё не исполнилось 18 лет) и 4,50 % тех, кому было уже больше 65 лет.